# Ioan al lui Dumnezeu

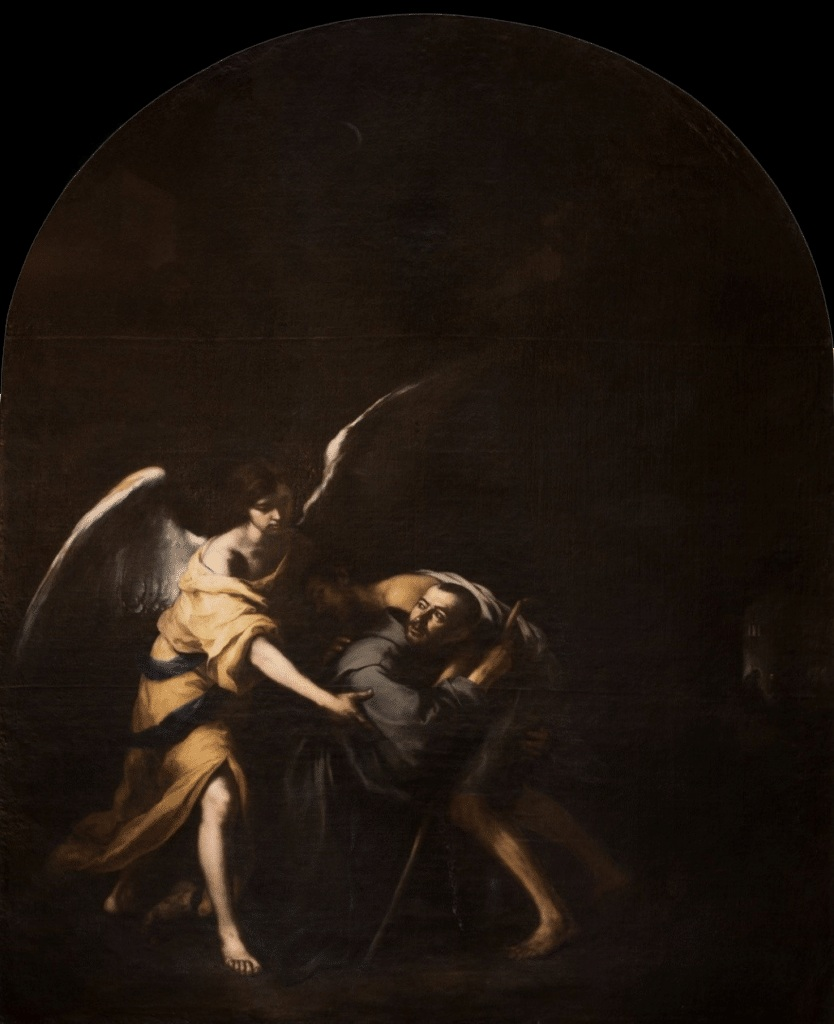
Ioan al lui Dumnezeu, tablou de Bartolomé Esteban Murillo

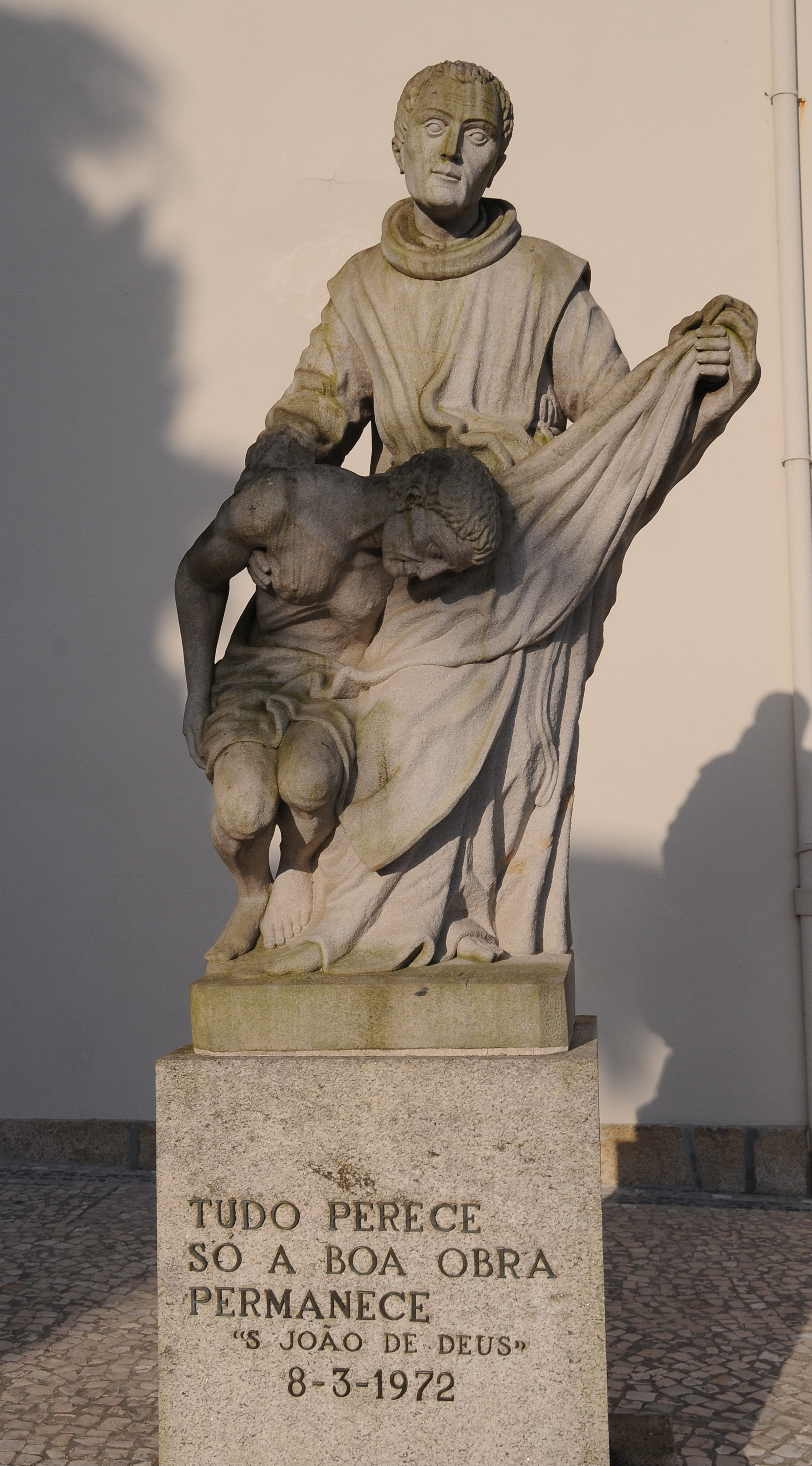
Statuia Sfântului Ioan al lui Dumnezeu, Vilar de Frades, Barcelos, Portugalia.

Ioan al lui Dumnezeu (în portugheză João de Deus, n. 8 martie 1495, Portugalia — d. 8 martie 1550, Granada) a fost un călugăr portughez, întemeietorul ordinului călugăresc al mizericordienilor. A fost canonizat în 1690 și este sărbătorit în Biserica Catolică la 8 martie.

## Viața
S-a născut în Portugalia în anul 1495. La 8 ani a fugit de acasă (sau a fost răpit) și a ajuns în Spania. A avut o viață plină de aventuri și primejdii ca cioban, militar, salahor în Africa, negustor de obiecte bisericești la Gibraltar și Granada. O predică a fericitului Ioan de Avila l-a impresionat, făcându-l să aspire la ceva mai bun, astfel încât, în 1539, s-a dedicat total îngrijirii săracilor și bolnavilor. A întemeiat un spital la Granada, în Spania, și a adunat în jurul său oameni animați de același ideal, care au constituit apoi ordinul cunoscut sub numele de Fatebenefratelli. A strălucit prin caritate, mai ales față de străini și suferinzi, având metode revoluționare de îngrijire a bolnavilor, mai ales a celor bolnavi mintal. 
A murit în Granada, în anul 1550.